# Richard Tattersall
Richard Tattersall (Lancashire, 1724. június – London, 1795. február 21.) angol versenyistálló-tulajdonos, aki a lovassport és a lókereskedés részére Londonban vállalatot alapított. Az akkor újszerű kezdeményezés később hamar elterjedt szerte Európában, és a hasonló célú intézményeket róla nevezték el.

## Élete
Kingston herceg lovásza mint kiváló lószakértő és ügyes üzletember alapította meg 1766-ban Londonban a róla elnevezett lovasintézetét, ahol lóárveréseket, lovasbemutatókat, lókiállításokat is tartottak. Magántulajdonban levő lovak eltartását és gondozását, nyers lovak belovaglását vagy kocsiba tanítását, az intézet lovainak lovaglásra való kölcsönzését, valamint a lovaglás tanítását is vállalta. Fia, Edmund Tattersall (1758–1810) Franciaországra is kiterjesztette üzletét. 
Róla nevezték el az egész világon a hasonló lovasintézeteket. Az 1880 körül kiépülő budapesti Tattersall idővel mint népgyűlések, tömeglátványosságok számára alkalmas helyiség is szerephez jutott.
Otthonában, a londoni Hyde Park Cornernél hunyt el 1795-ben.